# Horní tvrz (Volfartice)
Horní tvrz je jedna ze dvou tvrzí, které existovaly v obci Volfartice v okrese Česká Lípa v Libereckém kraji. Z uvedených dvou tvrzí se do 21. století dochovala pouze tzv. Horní tvrz, která je zapsaná jako kulturní památka v Ústředním seznamu nemovitých kulturních památek České republiky.

## Geografická poloha
Horní tvrz (Volfartice čp. 195) stojí na návrší v centrální části 4 kilometry dlouhé vesnice Volfartice, která se rozprostírá v kopcovité krajině nejvýchodnější oblasti Verneřického středohoří, geomorfologického podcelku Českého středohoří. Východně od tvrze na protější straně údolí se zvedá Farský vrch (384 m n. m.), pod nimž se nacházejí prameny Libchavského potoka neboli Libchavy. Dalším z nižších vrchů Českého středohoří v okolí tvrze je Hladový kopec (402 m n. m.).

## Historie
Podle tradovaného podání, uváděného ve starších kronikách a citovaného německým kronikářem v roce 1944, ves Volfartice (německy Wolfersdorf) se dvěma tvrzemi založili pravděpodobně již ve 13. století dva bratři, kteří se jmenovali Wolf nebo Wolfhard. První z nich měl založit Horní tvrz (Oberer Hof, v překladu Horní dvůr, později označovaný jako Schlössel, tj. zámeček). Kromě samotného sídla byl součástí tvrze hospodářský dvůr, ovčinec, pivovar se sladovnou, pila, mlýn a lisovna oleje se třemi stoupami. Druhý z bratrů vybudoval Dolní tvrz s hospodářským dvorem, mlýnem na obilí, ovčincem a včelínem. Dolní tvrz, která stávala nad levým břehem Libchavského potoka v místě nynějšího domu čp. 111 asi 1,5 km jihovýchodně od Horní tvrze, později zanikla.

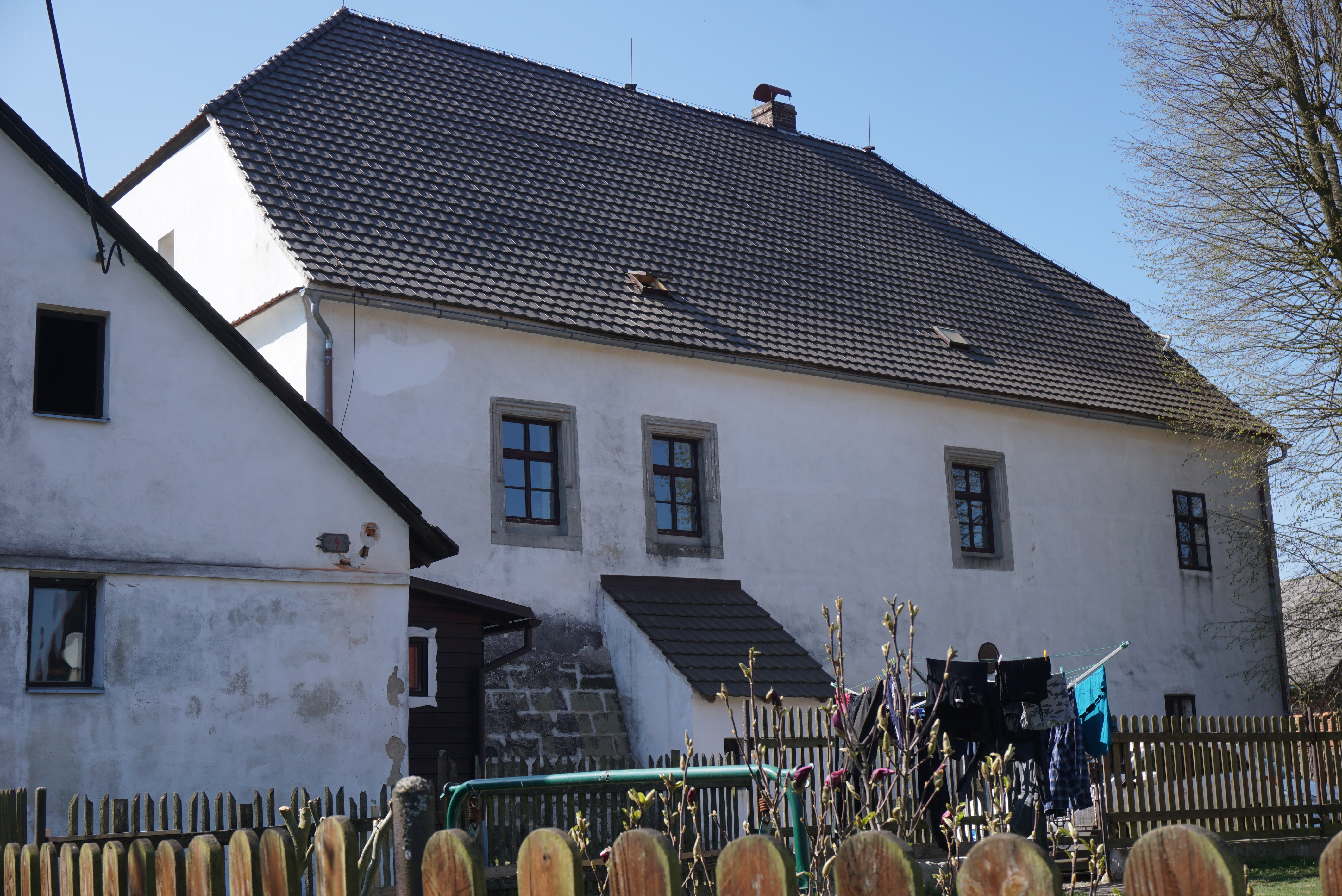
Zadní strana tvrze s opěrákem

Podle údajů z dokumentace Národního památkového ústavu však byla původní gotická Horní tvrz vybudována koncem 14. století (pravděpodobně kolem roku 1383), přičemž první písemná zmínka o této tvrzi je až z roku 1504, kdy Vilém II. z Ilburka prodal tvrz Siegmundu z Weissbachu. Během 16. století byla tvrz renesančně přestavěna. Horní tvrz měla být údajně spojena lávkou s nedalekým kostelem svatého Petra a Pavla, pocházejícím rovněž z druhé poloviny 14. století. Po bitvě na Bílé hoře zkonfiskovaný majetek včetně volfartické tvrze získal velkopřevor řádu Maltézských rytířů, kterému mj. patřilo i panství se zámkem v Horní Libchavě poblíž České Lípy.

## Popis
Patrová budova někdejší tvrze stojí na obdélném půdorysu a je krytá polovalbovou střechou. Nároží budovy jsou zdobena rytými kvádry s částečně zachovaným malováním. Stavba je zvenčí opatřena mohutnými kamennými opěráky. Okna a dveře mají kamenné ostění z doby kolem roku 1540. Přízemím prochází ústřední chodba, která bývala ukončena tzv. černou kuchyní. Z chodby vede schodiště do prvního poschodí. Místnosti v přízemí, které se nacházejí po obou stranách chodby, jsou valeně zaklenuté s hřebínkovými klenbami. Původní klenby v prvním poschodí byly v době baroka nahrazeny plackovými klenbami.
Objekt čp. 195 není veřejnosti přístupný, je v soukromém vlastnictví a slouží k rekreačním účelům. Na pozemku bezprostředně vedle tvrze roste jedna ze dvou volfartických památných lip. Lípa malolistá s obvodem kmene 338 cm a výškou 24 metrů, označovaná jako „Lípa u tvrze“, je památkově chráněná od roku 1996.